# Lijst van Vlaamse nieuwspresentatoren op tv
Een overzicht van de Belgische nieuwspresentatoren op de televisie (ook wel aangeduid als nieuwslezers of nieuwsankers), zoals van "Het Journaal", "Het Nieuws" en de regionale zenders.

## Nationaal

### VRT

#### Huidige nieuwslezers
- Wim De Vilder (1999-heden)
- Hanne Decoutere (2012-heden)
- Fatma Taspinar (2018-heden)
- Annelies Van Herck (2004-heden)
- Goedele Wachters (2007-heden)
- Riadh Bahri (2022-heden)
- Aurélie Boffé (2024-heden)

#### Voormalige nieuwslezer
(cursief: huidige bezigheid)
- Jan Becaus gepensioneerd
- Ivo Belet Europarlementslid CD&V
- Stefan Blommaert journalist Het Journaal
- Freek Braeckman anker VTM Nieuws
- Bavo Claes gepensioneerd
- Paul D'Hoore econoom, auteur, financieel expert VTM nieuws
- Reddy De Mey gepensioneerd
- Monique Delvaux gepensioneerd
- Frans Destoop gepensioneerd - eindredacteur
- Jan Holderbeke journalist Terzake
- Jos Janssens journalist, eindredacteur, hoofd van de maatschappelijke programma's op de radio. Overleden.
- Paul Muys communicatiemanager
- Johan Persyn gepensioneerd
- Yves Ponnette eindredacteur Het Journaal
- Alex Puissant conferentiemoderator
- Johan Ral adviseur in bedrijfscommunicatie bij European Communication Strategies
- Bart Schols presentator De Afspraak
- Sigrid Spruyt gestopt wegens allergie
- Dirk Sterckx gepensioneerd
- Leo Stoops gepensioneerd
- Martine Tanghe overleden
- Johan Tas eindredacteur radionieuws
- Xavier Taveirne presentator Radio2
- Siel Van der Donckt gepensioneerd
- Jacques Vandersichel overleden
- André Vermeulen gepensioneerd
- Lieven Verstraete presentator De Zevende Dag
- Stef Wauters anker VTM Nieuws
- Walter Zinzen gepensioneerd

### VTM

#### Huidige nieuwslezers
- Birgit Van Mol (1998-april 2021)
- Stef Wauters (2004-heden)
- Cathérine Moerkerke (2004-2013, 2019-heden)
- Freek Braeckman (2017-heden)
- Birgit Herteleer (2021-heden)

#### Voormalige nieuwslezers
(cursief: huidige bezigheid)
- Eddy Allcock gepensioneerd
- Brigitte Balfoort auteur, blogger en spreker over hedendaagse sociale en zakelijke etiquette
- Kris Borgraeve media en marketing consultant
- Ingrid De Putter overleden
- Nadine De Sloovere woordvoerder VDAB Brussel; uitbaatster souvenirwinkel in Oostende
- Mark Demesmaeker gecoöpteerd senator N-VA
- Marc Dupain general manager van WE MEDIA
- Piet Deslé woordvoerder LDD
- Danny Huwé doodgeschoten op kerstavond 1989 in Roemenië tijdens verslaggeving over de opstand tegen president Ceauşescu
- Faroek Özgünes justitieel verslaggever; presentator Faroek
- Elke Pattyn woordvoerder Sophie Wilmès
- Kathy Pauwels reportagemaakster Radio 2
- Kristl Strubbe algemeen directeur Museum Hof van Busleyden
- Louis Van Dievel gepensioneerd; columnist en schrijver
- Olivier Van Raemdonck producer
- Thomas Van Hemeledonck verslaggever VTM Nieuws
- Marleen Vanhecke woordvoerder Elia
- Dany Verstraeten (1989-september 2023) gepensioneerd
- Lynn Wesenbeek schrijver

## Regionaal

### AVS

#### Huidige nieuwslezers
- Sofie Claeys
- Soetkin Desloovere
- Pascal Vranckx
- Joyce Verdonck
- Frédérik Geeroms

#### Voormalige nieuwslezers
- Paul Verstraete
- Silvia Verstraete
- Marjan Duchesne
- Frederic de Vos

### ATV

#### Huidige nieuwslezers
- Bieke Ilegems (1999-heden)
- Sjoert De Cremer (2011-heden)
- Lynn Gilot (2012-heden)
- Dieter Vandepitte (2014-heden)
- Marie Niasse (2017-heden)
- Charlotte Rüdelsheim (2018-heden)
- Barbara Sauer (2018-heden)
- Grim Vermeiren (2023-heden)
- Eline Vandenbroucke (2023-heden)
- Thomas Bell (2023-heden)
- Joana Rebelo (2023-heden)

#### Voormalige nieuwslezers
- Karl Apers (1999-2018)
- Kris Borgraeve (1994-1998)
- Sandra Deakin (1999-2009)
- Liesbet De Meyer (2011-2013)
- Jo De Poorter (1996-1998)
- Marc Fransen (1998-2018)
- Hans Laerenbergh
- Goedele Liekens (1996-
- Sylvia Lippens (1993-2002)
- Inge Moerenhout (2003-2010)
- Line Ooms (1994-2014)
- Jan Roets (1993-
- Tine Van den Brande (1996)
- Birgit Van Mol (1994-1995)
- Peter Verhoeven (2003-2008)
- Ellen Wauters (2003-2016)

### TVL

#### Huidige nieuwslezers
- Veerle Verheyen
- Luc Moons
- Joke Van der Flaes
- Niels Christiaens
- Dario D'Arpino

#### Voormalige nieuwslezers
- Johan Op de Beeck
- Inge Becks
- Lieve Ketelslegers
- Betty Mellaerts
- Chantal Torbeyns
- Luc Vandeput
- Ann Reymen
- Tim Verheyden
- Anne-Marie Gilis
- Jurgen Ritzen
- Joke Timmermans
- Philip De Hollogne
- Rudi Moesen

### Focus/WTV

#### Huidige nieuwslezers
- Jens Lemant
- Karl Vandenberghe
- Ann-Sofie Sabbe
- Tijs Neirynck
- Kjenta Vangampelaere

#### Voormalige nieuwslezers
- Lien Depoorter
- Jessie De Caluwé
- Geert Houck
- Ruben De Rynck
- Diederik Decraene
- Xavier Taveirne
- Caroline Verstraete

### Ring-TV

#### Huidige nieuwslezers
- Jan De Bruyn
- Felice Dekens
- Marjan Duchesne
- Kris Vander Gracht
- Jens De Smet
- Stijn De Weert

#### Voormalige nieuwslezers
- Dirk De Weert
- Geert Vanhassel
- Dirk De Mesmaeker
- Karla Rodts

### ROB.tv

#### Huidige nieuwslezers
- Geert Verdonck
- Kirsten Simons
- Elke Van der Velde
- Luk Derden

### TV Oost

#### Huidige nieuwslezers
- Desirée De Caluwė
- Bieke Ilegems
- Stavros van Haelewijck
- Dieter Vandepitte
- Grim Vermeiren

#### Voormalige  nieuwslezers
- Kim Van den Eeckhout
- Joyce Verdonck
- Sylvie Verleye
- Helen Van Lysebetten
- Peter Van de Bossche
- Michiel Ameloot

### BRUZZ

#### Huidige nieuwslezers
- Filip De Rycke
- Robert Esselinckx
- Marie-Ange Gillis
- Joris Vander Poorten

### RTV

#### Huidige nieuwslezers
- Johny Geerinckx
- Joke Van der Flaes
- Els Van Hove
- Zsofi Horvath